# Petr Konaševič-Sahajdačnyj
Petr Konaševič-Sahajdačnyj (ukrajinsky: Петро Конашевич-Сагайдачний; polsky: Piotr Konaszewicz-Sahajdaczny; narozen kolem roku 1582 v Kulčici, dnešním Sambirském rajóně – 20. dubna 1622 v Kyjevě) byl ukrajinský politik a vůdčí osobnost, hejtman záporožských kozáků během let 1616 až 1622, vynikající vojenský velitel Polsko-litevské unie jak na souši, tak i na vodě. V roli kozáckého hejtmana přetvořil kozácké vojsko z nevyzpytatelného vojenského útvaru v regulérní armádu. Pod jeho velením se kozáci, pravoslavné duchovenstvo a rolníci začali vyvíjet do jednotného národa. Jeho vojenské jednotky hrály významnou roli v bitvě u Chotynu proti Turkům a pokusu korunního prince Vladislava získat pro sebe roku 1618 Moskevský trůn.

## Raný život

Polské erbovní společenství jménem Pobog, ke kterému Petr Sahajdačnyj náležel

Petr Konaševič se narodil v Polsko-litevské unii ve vesnici Kulčice (okolí města Přemyšl) tři kilometry od Sambiru v Ruském vojvodství do východoukrajinské pravoslavné šlechtické rodiny. Otcovo příjmení bylo Kononovič. Absolvoval Ostrožskou akademii ve Volyni. Jeho spolužákem byl Meletij Smotrickij, autor knihy Gramatika, podle které se mnoho generací Ukrajinců, Rusů a Bělorusů učilo slovanskou jazykovou gramatiku. Již v mládí se naučil zacházet se zbraněmi a jezdit na koni. Připojil se ke kozákům ze Záporožské Siče a zúčastnil se vojenské expedice do Moldavska roku 1600 a do Livonska roku 1601. Talent pro vojenskou strategii, odvahu a schopnost předvést své vůdcovství v nesnázích a při útrapách, si osvojil od kozáckého hejtmana Samijlo Kišky. Následně se Sahajdačnyj přestěhoval do Lvova a poté do Kyjeva, kde se stal asistentem a soukromým učitelem rodiny kyjevského soudce I. Aksaka.

## Hlavní válečná tažení

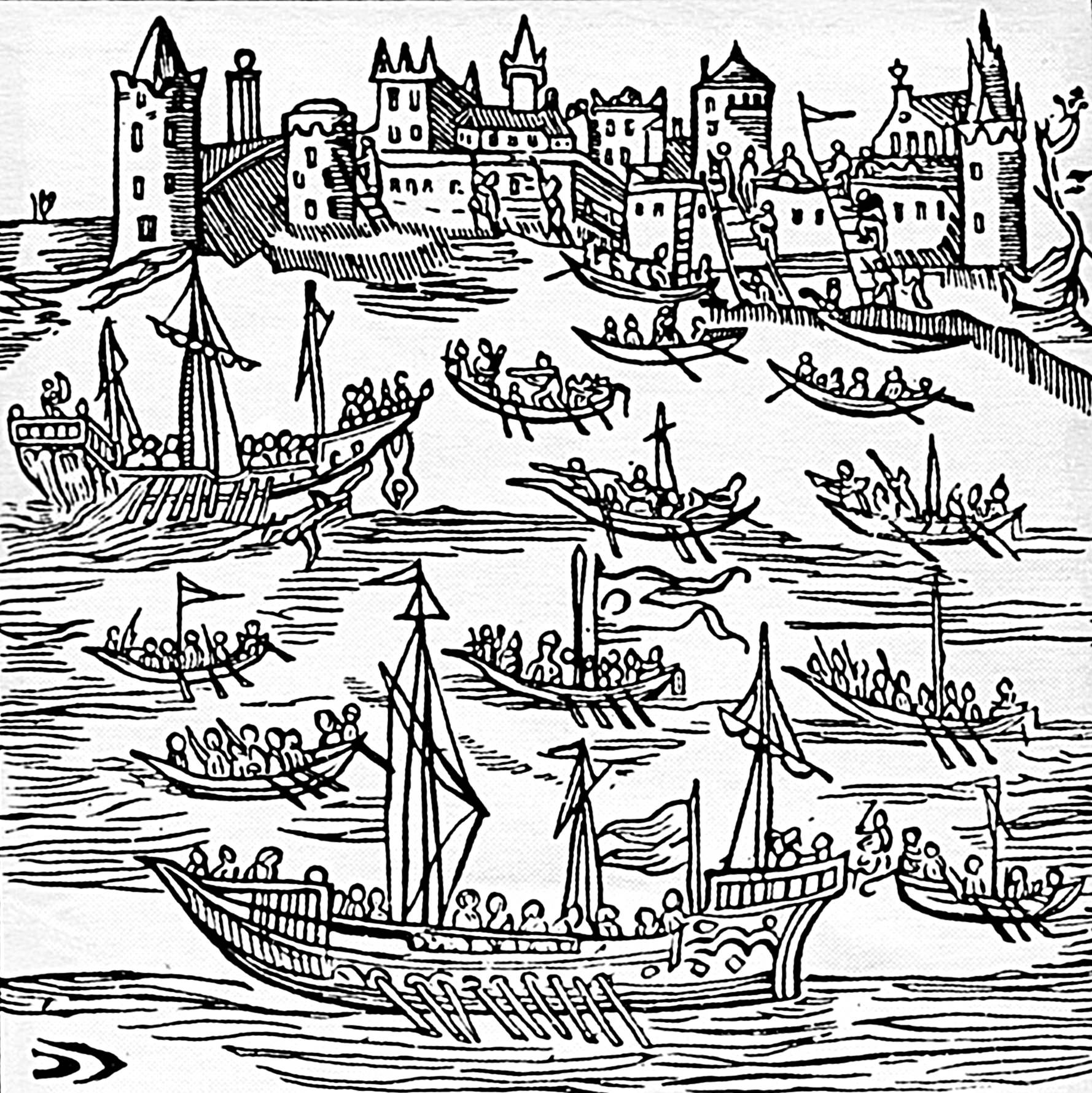
Dřevoryt vyobrazující kozácké dobývání pevnosti Kaffa (dnešní Feodosije) z knihy Básně k žalostnému pohřbu šlechetného rytíře Petra Konaševiče-Sahajdačného

### Rané turecké tažení
Koncem 16. století Sahajdačnyj odcestoval na Záporoží, kde byl roku 1605 zvolen atamanem záporožských kozáků. Pod jeho velením se kozáci zúčastnili tažení proti krymským Tatarům a Turkům. Kozácká flotila obsadila tureckou pevnost Varnu, kdy následně zapálila a zničila silnou tureckou flotilu (čítající 10 000 lodí).[zdroj?] Je slavný svými námořními výpady na Krym a Turecko a obsazením Kaffy (dnešní Feodosija) na Krymském poloostrově, největšího centra obchodu s otroky. Z otroctví propustil mnoho křesťanských mužů, žen a dětí.[zdroj?]

### Moskevské tažení
V roce 1618 se Sahajdačnyj připojil k protiturecké Svaté lize. Zatímco bojoval s Turky, tak si Polsko-litevská unie vyžádala jeho přítomnost ve válce proti Moskevskému carství. Chtěli, aby Vladislavovi, synu tehdejšího krále Zikmunda III. Vasy, poskytl poblíž Moskvy 20 000 kozáků. Sahajdačnyj tak udělal a zmocnil se pevností ve městech Putyvl, Kursk, Livny, Jelec a v mnoha dalších. Poblíž Serpuchova přinutil moskevskou armádu k ústupu. Nepřátelské jednotky pod velením vojevody G. Volkonského donutily kozáky postupovat oklikou, ale nebyly schopny zastavit pochod jejich pluků na Moskvu. V září roku 1618 donutil Sahajdačnyj ustoupit armádu dalšího moskevského šlechtice Vasilije Buturlina. Později sloučená armáda Jana Karola Chodkiewicze a Sahajdačného obléhala Moskvu a 11. října se neúspěšně pokusila dobýt brány Arbatu.

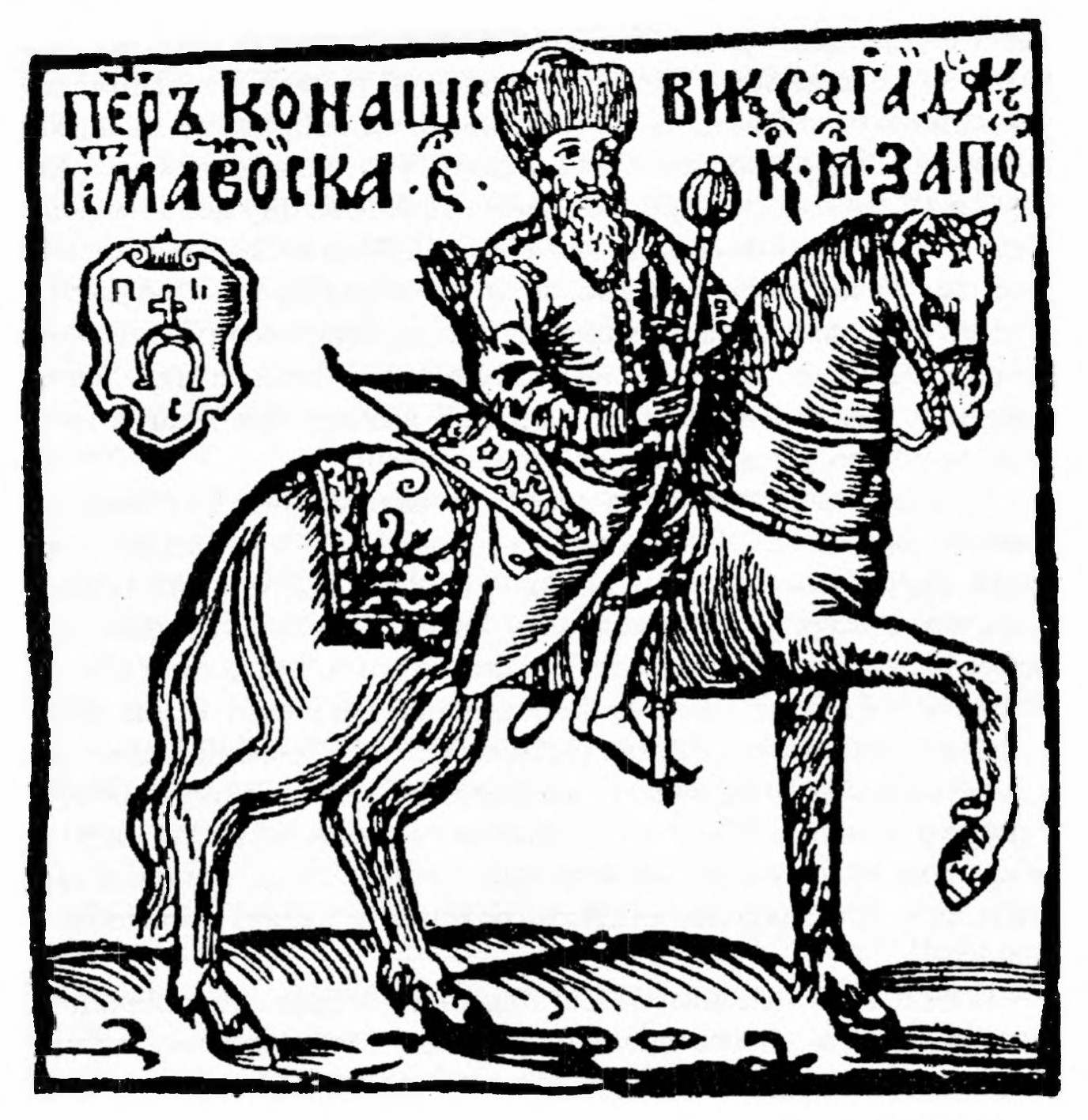
Podobizna Petra Konaševiče-Sahajdačného na dřevorytu z knihy Básně k žalostnému pohřbu šlechetného rytíře Petra Konaševiče-Sahajdačného

Ke konci října se Sahajdačného armáda přesunula z důvodu chystaného nájezdu na jih od Moskvy. Během něj bylo obsazeno město Serpuchov a na počátku prosince také město Kaluga. Jan III. Sobieski později napsal, že tento úspěšný nájezd vyvolal paniku mezi Rusy a donutil je zakončit mírová vyjednávání co nejdříve. Celé tažení vyvrcholilo v prosinci roku 1618 podepsáním deulinského příměří, díky němuž došlo k historicky největší teritoriální expanzi Polsko-litevské unie.
Kozácká invaze na území Moskevského carství byla popsána ukrajinským historikem Valerijem Smolijevem jako „ne ta nejlepší stránka Sahajdačného biografie“. Sahajdačnyj a jeho kozáci sami sebe situovali do pozice zastánců pravoslavného křesťanství a možných spojenců Moskvy. Nicméně zanechali „krvavou stopu“, která se táhla od Liven až do Moskvy a zase zpátky do Kalugy a Kyjeva. Ve výzkumech ruských, ukrajinských a amerických historiků bývají kozáci obviňováni z ničení a vykrádání pravoslavných kostelů, měst, vesnic a zabíjení žen a dětí, které patřily k pravoslavnému (řeckému) křesťanstvu. Později Sahajdačnyj prosil u patriarchy Teofána III. Jeruzalémského o odpuštění za chování, kterého se dopustil.
Sahajdačnyj se vrátil do Záporoží a nejenže se stal košovým atamanem, ale byl rovnou jmenován hejtmanem Ukrajiny (podle jiných zdrojů byl v roce 1621 plukovníkem regimentu polsko-litevských registrovaných kozáků). Aby se vyhnul sporům s Poláky, vyslovil Sahajdačnyj souhlas s limitací registrovaných kozáků na 3 000 mužů. Zbývající část z nich byla považována za rolníky (tzv. cholopi, což v ukrajinštině odpovídá českému slovu nevolník). Taktéž zakázal neoprávněné kozácké námořní nájezdy do Turecka a král mu přiznal právo honosit se titulem kozáckého stařešiny.

## Obnova ukrajinské pravoslavné hierarchie
Sahajdačnyj nebojoval jenom o nadvládu, ale taktéž za náboženská a kulturní práva ukrajinského lidu. Roku 1620 přihlásil sebe a celé záporožské vojsko jako studenty Kyjevské bratrské školy, která předcházela dnešní Kyjevsko-mohyljanské akademii. Bylo tak učiněno z důvodu ochrany školy před její přeměnou z pravoslavné instituce na římskokatolické jezuitské kolegium. Taktéž přispěl k založení kulturního centra v Kyjevě a usiloval o sjednocení kozácké armády s ukrajinským duchovenstvem a šlechtou.[zdroj?]
Na začátku roku 1620 poslal Sahajdačnyj poselstvo k ruskému caru. V onu dobu tam pobýval patriarcha Teofén III. Jeruzalémský a toto poselstvo s ním vedlo rozhovory o možnosti jeho příchodu na Ukrajinu.
V tom samém roce Sahajdačnyj přesvědčil patriarchu, který se nedávno vrátil z Moskvy, aby zrekonstruoval pravoslavnou hierarchii, která byla téměř zničena založením ukrajinské řeckokatolické církve.
Patriarcha vinil kozáky z účasti v moskevském tažení s tvrzením, že kvůli němu na jejich hlavy padá zatracení, protože Moskevští jsou pravoslavní křesťané a že v budoucnosti už proti nim nebudou kozáci nikdy bojovat.
Patriarcha dosadil Joba Boreckého jako kyjevského metropolitu a několik dalších metropolitů v tu samou dobu. Protože Polsko-litevská unie hrozila zatčením Teoféna III. pro obvinění ze špionáže, pověřil patriarcha Sahajdačného svou ochranou. Po dosazení vybraných metropolitů Sahajdačnyj eskortoval patriarchu k osmanským hranicím s armádou kozáků o počtu 3 000 mužů.

## Pozdější život a smrt

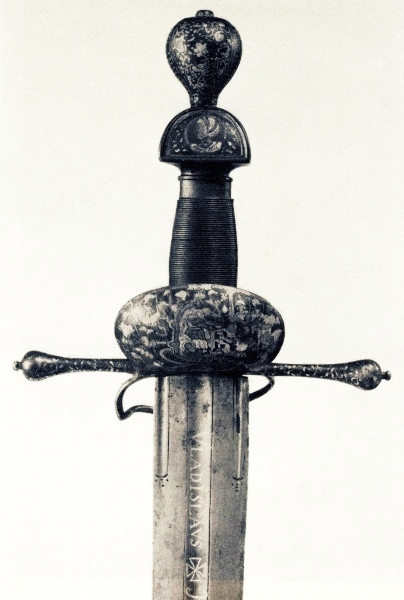
Meč, který Sahajdačnému daroval korunní princ Vladislav Vasa jakožto symbol vděčnosti

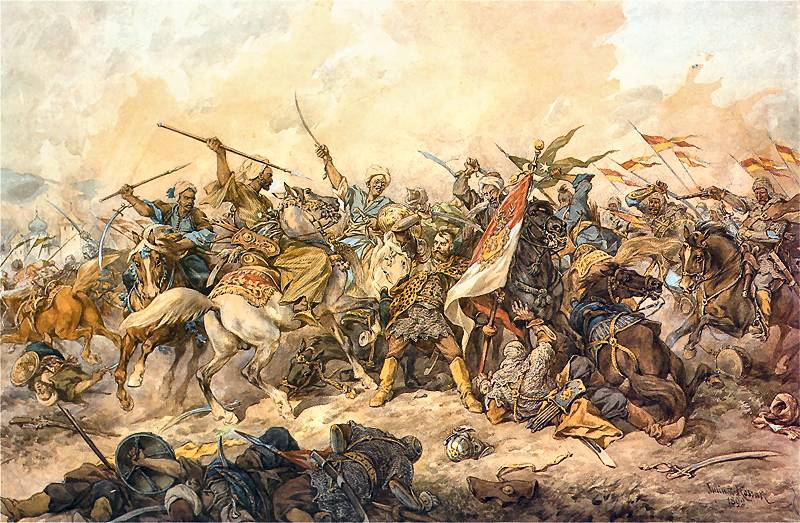
Obrana polské zástavy u Chotynu podle Juliusze Kossaka (1892)

Polsko-litevská unie souhlasila s dosazením, protože si chtěla zachovat blízký kontakt se Sahajdačným po porážce polsko-litevské armády Turky v bitvě u Cecory.
Kvůli Sahajdačného úmírněné politice vůči Unii byla vzbuzena nespokojenost mezi kozáky a roku 1620 krátce zvolili Jacka Borodavka za hejtmana. V roce 1621 se uskutečnila slavná bitva u Chotynu, kde skoro 80 000 kozáků a polsko-litevských jednotek bojovalo proti 160 000 turecké přesile. Po celý jeden měsíc byli útočníci drženi na uzdě až do doby, kdy napadl první sníh a Osman II. byl nucen stáhnout své oslabené vojenské síly. Sahajdačnyj a jeho armáda hráli v bitvě významnou roli, což také donutilo Turky podepsat pro ně nepříznivou mírovou smlouvu. Během bitvy byl Sahajdačnyj vážně zraněn. Po bitvě mu korunní princ Vladislav za jeho služby zaslal meč.
Dne 20. dubna 1622 zemřel Sahajdačnyj v Kyjevě na následky zranění, která utrpěl v bitvě u Chotynu. Později byl pohřben v Kyjevsko-bratrském klášteře Zjevení Páně. Svůj majetek zanechal bratrským školám v Kyjevě a Lvově pro církevní záležitosti. Odkaz Sahajdačného byl tak veliký, že se většina populace Kyjeva masově zúčastnila jeho pohřbu. Sahajdačného práce s názvem O Unii, byla vysoce oceněna litevským kancléřem Lvem Sapiehou. Roku 1646 Jan III. Sobieski, budoucí král Polsko-litevské unie, řekl o Sahajdačném následující:
| „                         | Byl to muž velkého ducha, který hledal nebezpečí, nebál se o vlastní život, byl pohotový a energický v bitvách, ostražitý, málo spal a byl střídmý... byl opatrný v diskuzích a nemluvný při konverzacích. | “ |
| — Jan III. Sobieski, 1646 | |   |

Polský historik Jan Widacki napsal, že Konaševič-Sahajdačnyj byl mezi záporožskými hejtmany ten nejvíce loajální Polsku. Byl zastánce polsko-ukrajinské vojenské spolupráce proti vnějším nepřátelům Unie.

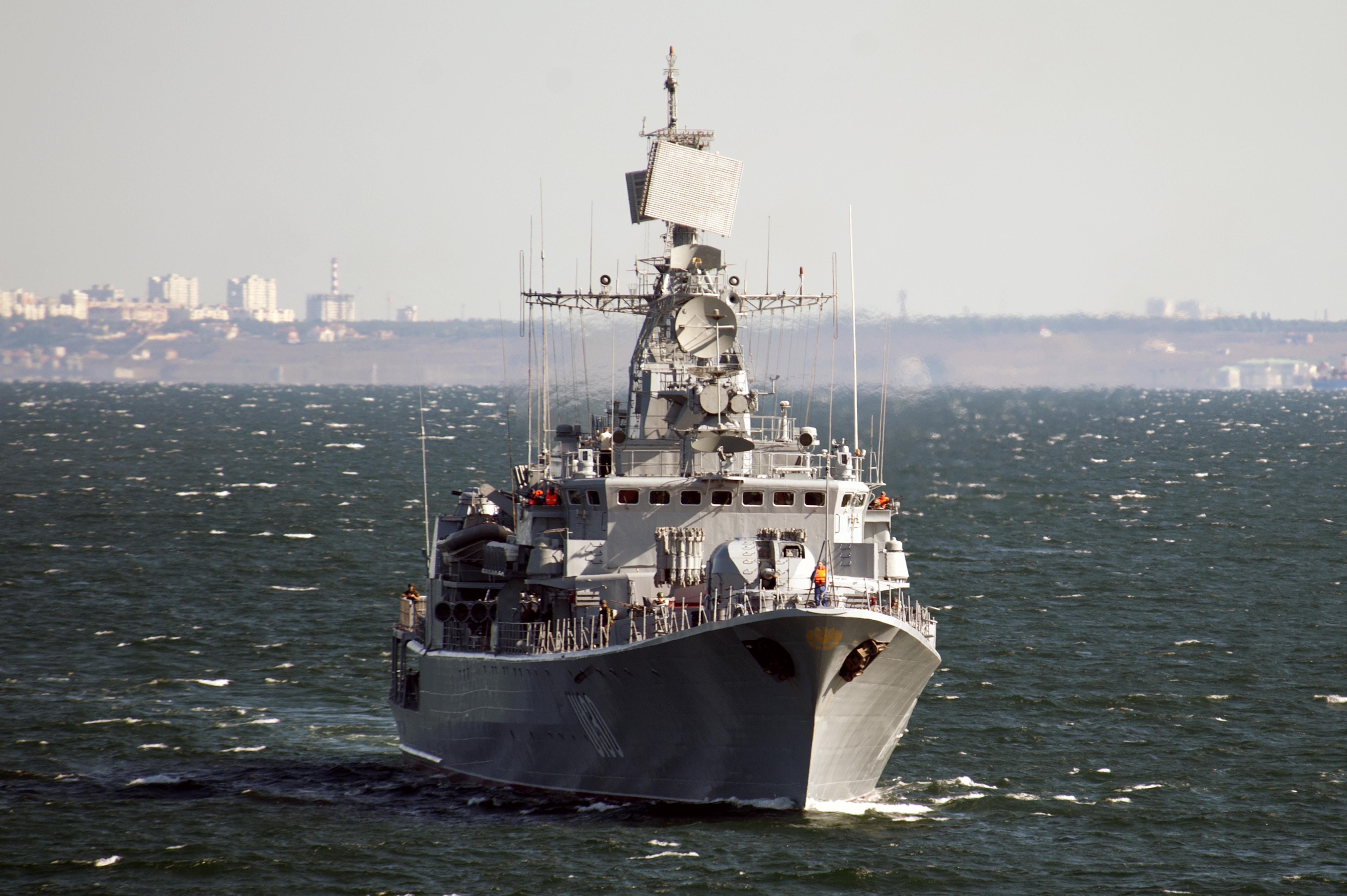
Fregata „Hetman Sahajdačnyj“ třídy Krivak byla vlajkovou lodí ukrajinského námořnictva až do svého potopení v Mykolajivu během ruského útoku v březnu 2022.

## Odkaz
- Fregata „Hetman Sahajdačnyj“ – vlajková loď ukrajinského námořnictva po dobu více než 20 let.
- Akademie pozemních sil ve Lvově nese jméno Petra Sahajdačného.[23][24]
- Po ruské anexi Krymu v březnu 2014 byl památník Konaševiče-Sahajdačného odstraněn ze Sevastopolu a předán do Charkova,[25] kde byl v srpnu 2015 znovu odhalen.[26]
- V roce 2001 byl památník věnovaný Petru Konaševiči-Sahajdačném vztyčen v Kyjevě na Kontraktovém náměstí. Autory památníku jsou Valerij Švestov, Oles Sidoruk a Boris Krylov.